# Sexto de Queronea
Sexto de Queronea, en latín Sextus y en griego antiguo Σέξτος, fue un filósofo estoico griego, sobrino de Plutarco y uno de los maestros del emperador Marco Aurelio. Podría ser el mismo personaje que Jorge Sincelo llama Sexto Filósofo, que floreció durante el reinado de Adriano. 
El Sudas dice que durante la última parte del reinado de Marco Aurelio, Sexto enseñaba en Roma y el emperador asistió a sus clases. El Sudas lo confunde con Sexto Empírico, cuando dice que fue discípulo de Heródoto de Tarso, pero cuando dice que el emperador lo incluyó entre sus consejeros, seguramente se refiere a este Sexto. Hay una historia que habla de un impostor que se hizo pasar por él, ya que se parecían mucho, para apoderarse de sus honores, pero que fue descubierto por Pertinax, cuando se dio cuenta de que no sabía griego. 
El Sudas, finalmente le atribuye dos obras: Ἠθικά (Ethica) y Ἐπισκεπτικά, βιβλία δέκα (Episceptica Libris decem), obra que también menciona la emperatriz Eudòcia de Macrembolis. Fabricius cree que uno, o quizás ambos, títulos habrían formado parte de una obra titulada Διαλέξεις (Dissertationes), en cinco libros: 
- 1. Περὶ ἀγαθοῦ καὶ κακοῦ, De Bono et Malo.
- 2. Περὶ καλοῦ καὶ αἰσχροῦ, De Honesto et Turpi.
- 3. Περὶ δικαίου καὶ ἀδικοῦ, De Justo et Injusto.
- 4. Περὶ ἀληθείας καὶ ψ̓εύδους, De Veritate et Falsitate.
- 5. An Virtus et Sapientia doceri possint.[2]